# Бертини (Кунео)
Бертини је насеље у Италији у округу Кунео, региону Пијемонт.
Према процени из 2011. у насељу је живело 89 становника. Насеље се налази на надморској висини од 414 м.